# Women's Caucus for Art Lifetime Achievement Award
Il Women's Caucus for Art Lifetime Achievement Award è stato istituito sotto la presidenza di Lee Ann Miller (1978-80). Joan Mondale, artista e moglie del vicepresidente Walter Mondale, contribuì ad ottenere l'approvazione per un premio nazionale per onorare i risultati delle donne nelle arti e Jimmy Carter presiedette la prima cerimonia del Women's Caucus for Art nell'Ufficio ovale nel 1980. La Cerimonia per il WCA Honor Awards è stata celebrata ogni anno da allora.
| Anno                              | Città         | Premiati |
| --------------------------------- | ------------- | --- |
| 1979                              | Washington    | Isabel Bishop, Selma Burke, Alice Neel, Louise Nevelson, Georgia O'Keeffe (in absentia) |
| 1980                              | New Orleans   | Anni Albers, Louise Bourgeois, Caroline Durieux, Ida Kohlmeyer, Lee Krasner |
| 1980 Alternate Awards             | Washington    | Bella Abzug, Sonia Johnson, suor Theresa Kane, Rosa Parks, Gloria Steinem, Grace Paley |
| 1981                              | San Francisco | Ruth Bernhard, Adelyn Breeskin, Elizabeth Catlett, Sari Dienes, Claire Falkenstein, Helen Lundeberg |
| 1982                              | New York      | Bernice Abbott, Elsie Driggs, Elizabeth Gilmore Holt, Katharine Kuh, Charmion von Wiegand, Claire Zeisler |
| 1983                              | Filadelfia    | Edna Andrade, Dorothy Dehner, Lotte Jacobi, Ellen Johnson, Stella Kramrisch, Lenore Tawney, Pecolia Warner |
| 1985                              | Los Angeles   | Minna Citron, Clyde Connell, Eleanor Raymond, Joyce Treiman, June Wayne, Rachel Wischnitzer |
| 1986                              | New York      | Nell Blaine, Leonora Carrington, Sue Fuller, Lois Mailou Jones, Dorothy Miller, Barbara Morgan |
| 1987                              | Boston        | Grace Hartigan, Agnes Mongan, Maud Morgan, Honoré Sharrer, Elizabeth Talford Scott, Beatrice Wood, Patricia Hills (President's Award)                                                                                                   |
| 1988                              | Houston       | Margaret Burroughs, Dorothy Hood, Miriam Schapiro, Edith Standen, Jane Teller |
| 1989                              | San Francisco | Bernarda Bryson Shahn, Margret Craver, Clare Leighton, Betye Saar, Samella Sanders Lewis |
| 1990                              | New York      | Ilse Bing, Elizabeth Layton, Helen Serger, May Stevens, Pablita Velarde |
| 1991                              | Washington    | Theresa Bernstein, Mildred Constantine, Otellie Loloma, Mine Okubo, Delilah Pierce |
| 1992                              | Chicago       | Vera Berdich, Paula Gerard, Lucy Lewis, Louise Noun, Margaret Tafoya, Anna Tate |
| 1993                              | Seattle       | Ruth Asawa, Shifra Goldman, Nancy Graves, Gwen Knight, Agueda Salazar Martinez, Emily Waheneka |
| 1994                              | New York City | Mary Adams, Maria Enriquez de Allen, Beverly Pepper, Faith Ringgold, Rachel Rosenthal, Charlotte Streifer Rubinstein |
| 1995                              | San Antonio   | Irene Clark, Jacqueline Clipsham, Alessandra Comini, Jean Lacy, Amalia Mesa-Bains, Celia Álvarez Muñoz |
| 1996                              | Boston        | Bernice Bing, Alicia Graig Faxon, Elsa Honig Fine, Howardena Pindell, Marianna Pineda, Kay WalkingStick |
| 1997                              | Filadelfia    | Jo Hanson, Sadie Krauss Kriebel, Jaune Quick-To-See Smith, Moira Roth, Kay Sekimachi, Tee Corinne (President's Award), Ofelia Garcia (President's Award)                                                                                |
| 1999                              | Los Angeles   | Judy Baca, Judy Chicago, Linda Frye Burnham, Evangeline J. Montgomery, Arlene Raven, Barbara T. Smith |
| 2001                              | Chicago       | Joyce Aiken, Marie Johnson Calloway, Dorothy Gillespie, Thalia Gouma-Peterson, Wilhelmina Cole Holladay, Ellen Lanyon, Ruth G. Waddy |
| 2002                              | Filadelfia    | Camille Billops, Judith K. Brodsky, Muriel Magenta, Linda Nochlin, Marilyn Stokstad, Barbara Wolanin (President's Award) |
| 2003                              | New York      | Eleanor Dickinson, Suzi Gablik, Grace Glueck, Ronne Hartfield, Eleanor Munro, Nancy Spero |
| 2004                              | Seattle       | Emma Amos, Jo Baer, Michi Itami, Helen Levitt, Yvonne Rainer, Elizabeth A. Sackler (President's Award), Tara Donovan (President's Award)                                                                                                |
| 2005                              | Atlanta       | Betty Blayton-Taylor, Rosalynn Carter, Mary D. Garrard, Agnes Martin, Yōko Ono, Ann Sutherland Harris, Andrea Barnwell (President's Award)                                                                                              |
| 2006                              | Boston        | Eleanor Antin, Marisol Escobar, Elinor Gadon, Yayoi Kusama, Maura Reilly (President's Award) |
| 2007 Awards for Women in the Arts | New York      | Barbara Chase-Riboud, Wanda Corn, Buffie Johnson, Lucy R. Lippard, Elizabeth Murray, Connie Butler (President's Award) |
| 2008                              | Dallas        | Ida Applebroog, Joanna Frueh, Nancy Grossman, Leslie King-Hammond, Yolanda López, Lowery Stokes Sims, Santa Barraza (President's Award), Joan Davidow (President's Award), Tey Marianna Nunn (President's Award)                        |
| 2009                              | Los Angeles,  | Maren Hassinger, Ester Hernandez, Joyce Kozloff, Margo Machida, Ruth Weisberg, Catherine Opie (President's Award), Susan Fisher Sterling (President's Award)                                                                            |
| 2010                              | Chicago       | Tritobia Hayes Benjamin, Mary Jane Jacob, Senga Nengudi, Joyce J. Scott, Spiderwoman Theater (Lisa Mayo, Gloria Miguel, Muriel Miguel), Juana Guzman (President's Award), Karen Reimer (President's Award)                              |
| 2011                              | New York      | Beverly Buchanan, Diane Burko, Ofelia Garcia, Joan Marter, Carolee Schneemann, Sylvia Sleigh, Maria Torres (President's Award for Art & Activism)                                                                                       |
| 2012                              | Los Angeles   | Whitney Chadwick, Suzanne Lacy, Ferris Olin, Bernice Steinbaum, Trinh T. Minh-ha, Karen Mary Davalos (President's Award for Art & Activism), Cathy Salser (President's Award for Art & Activism) Lynn Hershman Leeson (WCA Media Award) |
| 2013                              | New York      | Tina Dunkley, Artis Lane, Susana Torruella Leval, Joan Semmel, Leanne Stella (President's Award for Art & Activism) |
| 2014                              | Chicago       | Phyllis Bramson, Harmony Hammond, Adrian Piper, Faith Wilding, Hye-Seong Tak Lee (President's Award for Art & Activism), Janice Nesser-Chu (President's Award for Art & Activism)                                                       |
| 2015                              | New York      | Sue Coe, Kiki Smith, Martha Wilson, Petra Kuppers (President's Award for Art & Activism) |
| 2016                              | Washington    | Tommi Arai, Helène Aylon, Sheila Levrant de Bretteville, Stephanie Sherman (President's Award for Art & Activism) |
| 2017                              | New York      | Audrey Flack, Mary Schmidt Campbell, Charlene Teters, Martha Rosler, (President's Award for Art and Activism) Kat Griefin |
| 2018                              | Los Angeles   | Lee Bontecou, Lynn Hershman Leeson, Gloria Orenstein, Renee Stout, (President's Award for Art & Activism) Kathy Gallegos e Amelia Jones                                                                                                 |